# Grup de la coquimbita
El grup de la coquimbita és un grup de minerals de la classe dels sulfats format per tres espècies: la coquimbita, la qual dona nom al grup, la paracoquimbita i l'aluminocoquimbita. Totes tres espècies cristal·litzen en el sistema trigonal.
| Espècie           | Fórmula                  |
| ----------------- | ------------------------ |
| Aluminocoquimbita | Al₂Fe₂(SO₄)₆(H₂O)₁₂·6H₂O |
| Coquimbita        | AlFe₃(SO₄)₆9H₂O₁₂·6H₂O₁₂ |
| Paracoquimbita    | Fe₄(SO₄)₆·(H₂O)₁₂·6H₂O   |

Segons la classificació de Nickel-Strunz els minerals d'aquest grup pertanyen a «07.CB: Sulfats (selenats, etc.) sense anions addicionals, amb H₂O, amb cations de mida mitjana» juntament amb els següents minerals: gunningita, kieserita, poitevinita, szmikita, szomolnokita, cobaltkieserita, sanderita, bonattita, aplowita, boyleïta, ilesita, rozenita, starkeyita, drobecita, cranswickita, calcantita, jôkokuïta, pentahidrita, sideròtil, bianchita, chvaleticeïta, ferrohexahidrita, hexahidrita, moorhouseïta, niquelhexahidrita, retgersita, bieberita, boothita, mal·lardita, melanterita, zincmelanterita, alpersita, epsomita, goslarita, morenosita, alunògen, metaalunògen, romboclasa, kornelita, quenstedtita, lausenita, lishizhenita, römerita, ransomita, apjohnita, bilinita, dietrichita, halotriquita, pickeringita, redingtonita, wupatkiïta i meridianiïta.
Als territoris de parla catalana tan sols ha estat descrita la coquimbita, que va ser trobada a les mines d'Alum de La Vilella Alta (Priorat).